# Теорія накопичення мутацій
Тео́рія накопи́чення мута́цій (англ. Mutations accumulation theory) — еволюційно-генетична теорія виникнення старіння, запропонована Пітером Медаваром в 1952 році. Ця теорія розглядає старіння як побічний продукт природного відбору (подібно, наприклад, до еволюційного пояснення розвитку сліпоти у печерних та підземних тварин).
Ймовірність розмноження індивідуума залежить від його віку, зростаючи від нульової в момент народження, і досягаючи піку у молодих дорослих організмів (одразу після досягнення статевої зрілості), після чого вона зменшується через збільшення імовірності смерті через зовнішні (хижаки, хвороби, нещасні випадки) і внутрішні (старіння) причини. Причому, у природних умовах, організми дуже рідко доживають до віку, коли старіння стає помітним, тобто смертність майже виключно залежить від зовнішніх причин, на які старіння не має ніякого впливу. Проти шкідливих мутацій, у алелях що проявляються у молодому віці, таким чином діє дуже сильний еволюційний тиск, тому що вони мають сильний вплив на ймовірність розмноження. З іншого боку, шкідливі мутації, що проявляються пізно в житті, у віці, до якого більшість популяції не доживає, будуть випробувати значно менший еволюційний тиск, тому що їх носії вже передали свої гени наступному поколінню і зменшення числа нащадків через ці мутації є незначним.
Мутації можуть впливати на успіх організму як безпосередньо, так і побічно. Наприклад, гіпотетична мутація, що збільшує ризик переломів через зниження фіксації кальцію, є менш прямо шкідливою, ніж мутація, що поражає яйця в матці. З точки зору еволюції неважливо, чому знижується здатність організму до розмноження. Важливо, що індивідууми, що несуть шкідливу мутацію, мають менші можливості для розмноження, якщо шкідливий ефект цієї мутації проявляється раніше в житті. Наприклад, люди, хворі на прогерію (генетична хвороба з симптомами передчасного старіння) живуть лише протягом 15-20 років, і практично не можуть передати свої мутантні гени наступному поколінню (вважаючи мутацію домінантною). У таких умовах, прогерія виникає тільки у наслідку нових мутацій, а не від генів батьків. На відміну від них, люди з іншою генетичною хворобою, хворобою Альцгеймера, що проявляється пізно, встигають розмножитися до її прояви. Таким чином, хвороба передається новим поколінням і є спадковою. Іншими словами, теорія накопичення мутацій передбачає збільшення із віком частоти генетичних мутацій, що залишаються у генофонді.
Теорія накопичення мутацій дозволяє дослідникам зробити кілька перевіряємих прогнозів. Зокрема, ця теорія передбачає, що залежність максимальної тривалості життя популяції потомства від максимальної тривалості життя материнського організму не має бути лінійною, як це спостерігається для майже будь-якої іншої кількісної риси, що демонструє спадковість (наприклад, висоти тіла). Натомість, ця залежність повинна мати незвичайну нелінійну форму, із збільшенням нахилу для залежності діапазону життя потомства від материнської тривалості життя серед більш довгоживучих батьків. Цей прогноз витікає безпосередньо з ключового ствердження теорії, що рівноважні частота генів, де можлива шкідлива мутаця, повинна збільшуватися з віком через слабких еволюційний тиск проти цих мутацій (Рівноважна частота генів означає незалежну від часу частоту генів, що визначає баланс міє виникненням мутіцій та еволюційним тиском проти них).
Згідно з теорією накопичення мутацій, очікується ріст генетичних змін максимальної тривалості життя з віком. Таким чином, в гетерогенній популяції, така ж сама зміна у фенотипі відповідатиме більшому числу змін у генотипі. Передбачене збільшення адитивної генетичній варіації може бути виявлене вивчаючи співвідношення генетичних змін за умовами аналогічних фенотипічних змін. Це співвідношення, так звана спадковість тривалості життя у вузькому сенсі, може бути оцінене як подвоєний нахил лінії регресії у залежності тривалості життя потомків від материнської тривалості життя. Тому, якщо вік на момент смерті дійсно визначається накопиченням шкідливих мутацій запізненої дії, очікується, що цей нахил стає крутішим із збільшенням віку материнського організму на момент смерті. Цей прогноз був перевірений через аналіз генеалогічних даних спадковості в європейських королівських і знатних родинах, що досить добре задокументовані. Було знайдено, що нахил лінії регресії нащадків дійсно зростає з максимальним віком предків, як і передбачається теорією накопичення мутацій. Аналогічні результати були отримані і за допомогою дослідженні інших модельних організмів, наприклад, плодової мухи Drosophila melanogaster
Зараз, проте, теорія накопичення мутацій не підтверджена на прикладі конкретних генів і залишається гіпотезою, що вимагає подальшого підтвердження.